# 1750 en arts plastiques
| Années des arts plastiques : 1747 - 1748 - 1749 - 1750 - 1751 - 1752 - 1753    |
| Décennies des arts plastiques : 1720 - 1730 - 1740 - 1750 - 1760 - 1770 - 1780 |

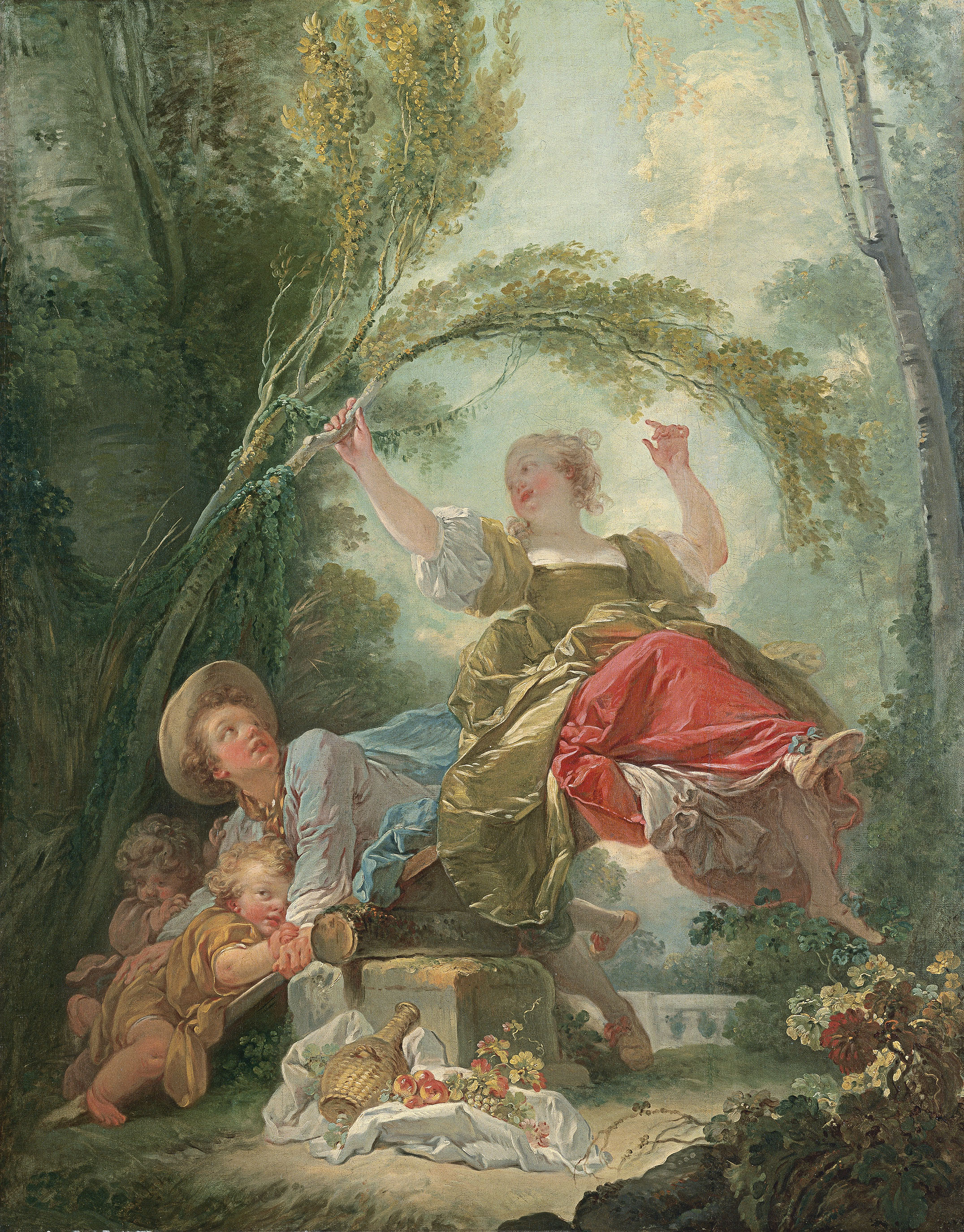
La Bascule, de Jean Honoré Fragonard.

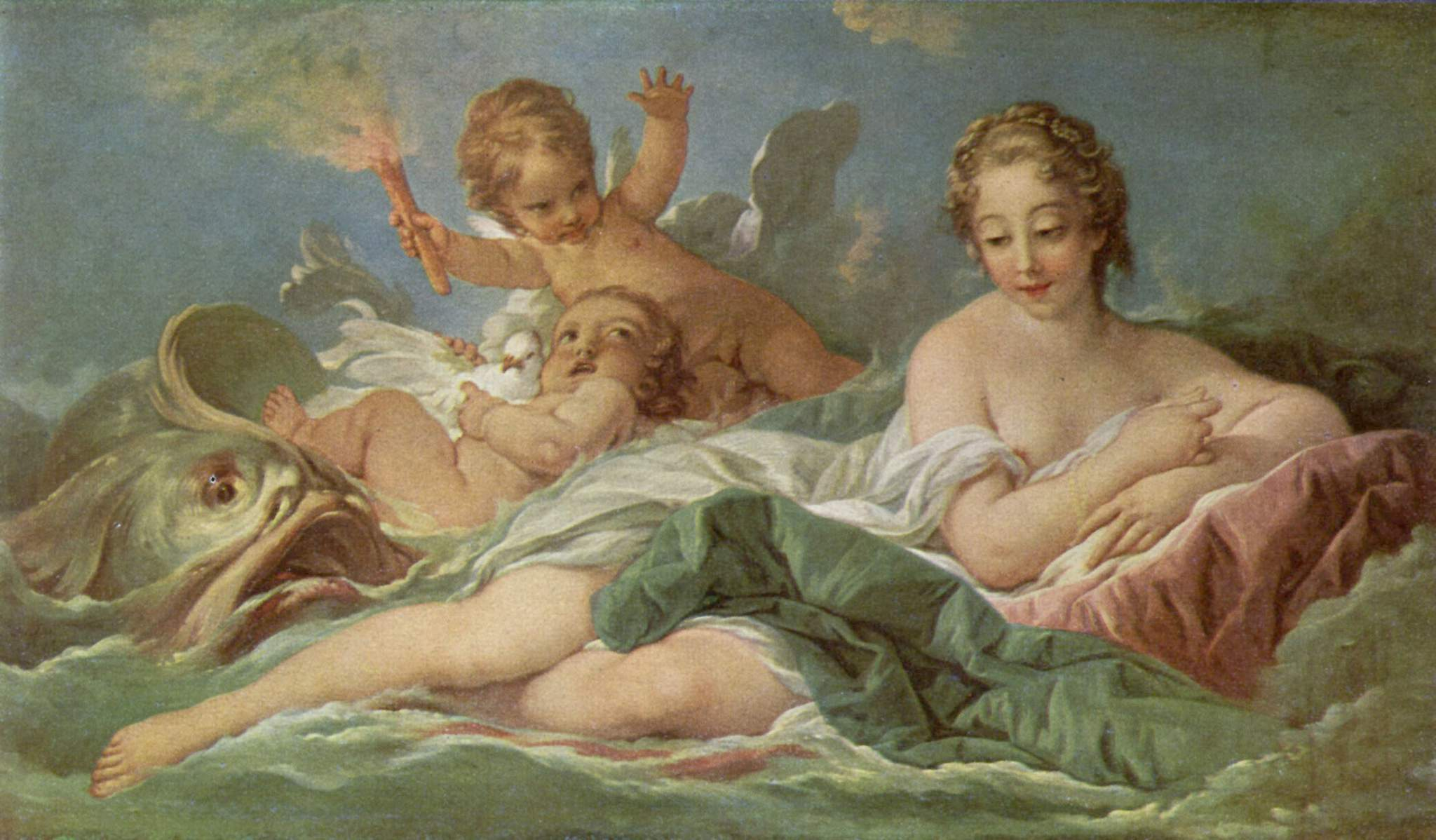
Naissance de Vénus, de François Boucher

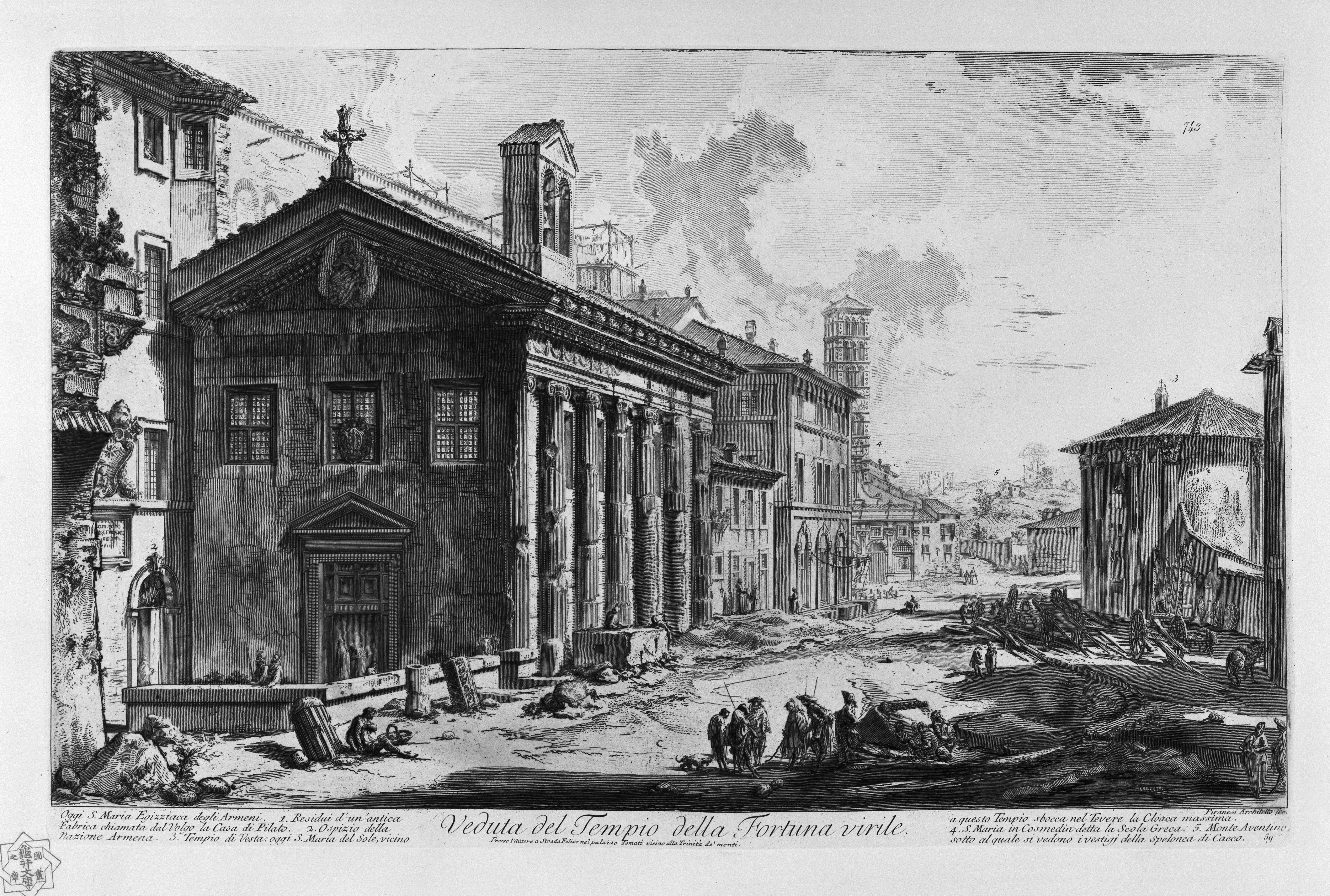
Giovanni Battista Piranesi (1750).

Cette page concerne l'année 1750 en arts plastiques.

## Œuvres
- L'Amour se faisant un arc de la massue d'Hercule, sculpture d'Edmé Bouchardon (musée du Louvre).
- Dessin de Giovanni Battista Piranesi représentant l'église Sainte-Marie l’Égyptienne (ancien temple de Portunus) à Rome.

## Naissances
- 4 mars : Giuseppe Cades, peintre, dessinateur, sculpteur et graveur italien († 8 décembre 1799),
- 9 mars : Johann Friedrich August Tischbein, peintre allemand († 21 juin 1812),
- 25 juin : Claude Hoin, peintre français († 1817),
- 24 novembre : Henri-Joseph Van Blarenberghe, peintre français († 1er décembre 1826),
- 6 décembre : Pierre-Henri de Valenciennes, peintre français († 16 février 1819),
- 16 décembre : Giuseppe Velasco, peintre italien († 7 février 1827),
- ? :
  - Matteo Desiderato, peintre italien († 1827),
  - Sengai, moine bouddhiste et peintre japonais († 1837),
- Vers 1750 :
  - Luigi Agricola, graveur et peintre italien († après 1821).
  - Georg-Sigmund et Johann Gottlieb Facius, graveurs allemands († vers 1813).

## Décès
- 7 mars : Cornelis Troost, peintre hollandais (° 1697),
- 29 avril : Egid Quirin Asam, sculpteur, stucateur et maître d'œuvre allemand du baroque tardif (° 1er septembre 1692),
- ? avril : Guillaume Taraval, peintre suédois d'origine française (° 21 décembre 1701),
- 12 août : Rachel Ruysch, peintre hollandaise (° 3 juin 1664),

- ? :
  - Mattia Bortoloni, peintre rococo italien (° 31 mars 1695),
  - Davide Campi, peintre baroque italien de l'école génoise (° 1683),
  - Leonardo Coccorante, peintre italien (° 1680),
  - Edme-François Gersaint, marchand de tableau et historien de l'art français (° 1694),
  - Juste-Aurèle Meissonnier, dessinateur, peintre, sculpteur, architecte et orfèvre français (° vers 1695).